# Polygrammate hebraeicum
Polygrammate hebraeicum is een vlindersoort die behoort tot het monotypische geslacht Polygrammate van motten van de familie Noctuidae. Zowel het geslacht als de soort werden voor het eerst beschreven door Jacob Hübner in 1818. 
De soort komt voor in de oostelijke delen van Noord-Amerika, grofweg in het gebied tussen Ontario, Florida en Texas.

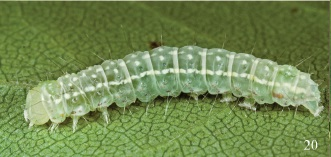
Rups van de Polygrammate hebraeicum

De spanwijdte van de vlinder is 23-39 mm. De vlinders zijn actief van mei tot augustus. 
De rupsen voeden zich met bladeren van de zwarte tupeloboom.